# 帕尔登·顿杜普·纳姆加尔
帕尔登·顿杜普·纳姆加尔（锡金语：དཔལ་ལྡན་དོན་དྲུཔ་རྣམ་རྒྱལ་，威利：dpal-ldan don-grub rnam-rgyal，THL：Palden Thondup Namgyal；1923年5月23日—1982年1月29日），又译佩登東杜南嘉、巴登顿珠郎加、巴丹·敦多布·那木扎尔，锡金王国第12代也是末代却嘉（国王），1963年至1975年在位。
他是前任国王塔希·纳姆加尔的次子。早年曾在印度噶伦堡学习军事。因父亲塔希·纳姆加尔体弱多病，开始代行国王职权。1947年印度脱离英国独立之后，即与锡金签订《维持现状协定》，成为锡金的宗主国；1949年因为锡金群众的抗议，印度派兵进入锡金，委任印度人拉尔为锡金首相。1950年签订《印度和锡金和平条约》，锡金成为印度的保护国。
1950年与西藏桑颇·桑吉德西（其父是桑颇家族的才旺仁增）结婚，二人育有两子一女。桑吉德西于1957年逝世。

## 即位
1963年与美国人霍普·库克结婚，这场跨国婚姻使得锡金这个喜马拉雅山麓的小国成为全世界媒体的焦点。不久以后帕尔登·顿杜普·纳姆加尔继承先父的王位，成为新的锡金国王。
帕尔登·顿杜普·纳姆加尔一直试图摆脱印度的控制，让锡金走向独立自主。1968年8月，锡金首都甘托克爆发大规模示威反印度的游行。这个运动立即受到帕尔登·顿杜普·纳姆加尔的支持，提出废除《印度和锡金和平条约》的要求。1973年4月，大量印度军队进驻锡金，全面占领了这个国家。次年锡金议会通过了由印度拟定的锡金宪法，规定印度政府派驻的首席行政官为政府首脑和议会议长。9月，《印度宪法修正案》规定锡金为印度的“联系邦”，锡金完全被印度控制，名存实亡。
1975年，印度军队攻占锡金王宫，将帕尔登·顿杜普·纳姆加尔软禁在宫中。随后锡金议会废黜了他，宣布锡金成为印度的一个邦。

## 流亡
此后帕尔登·顿杜普·纳姆加尔流亡美国，但他拒绝放弃锡金国王的头衔，同时宣称印度对锡金的占领是非法的，为锡金的「复国」奔走。中华人民共和国政府对他表示支持，谴责印度对锡金的占领。
1980年，帕尔登·顿杜普·纳姆加尔国王与王后霍普·库克离婚。1982年1月29日，帕尔登·顿杜普·纳姆加尔因癌症在纽约逝世。31名立法议会议员向其遗体献哈达以示尊敬。
1982年，其次子旺楚克·滕辛·纳姆加尔宣布继承锡金国王之位。不过在2003年，印度承認中國大陆對西藏的主權，以换取中国大陆承认印度对锡金的统治后，目前已经没有任何國家政府宣布支持锡金流亡君主了。